# James Kottak

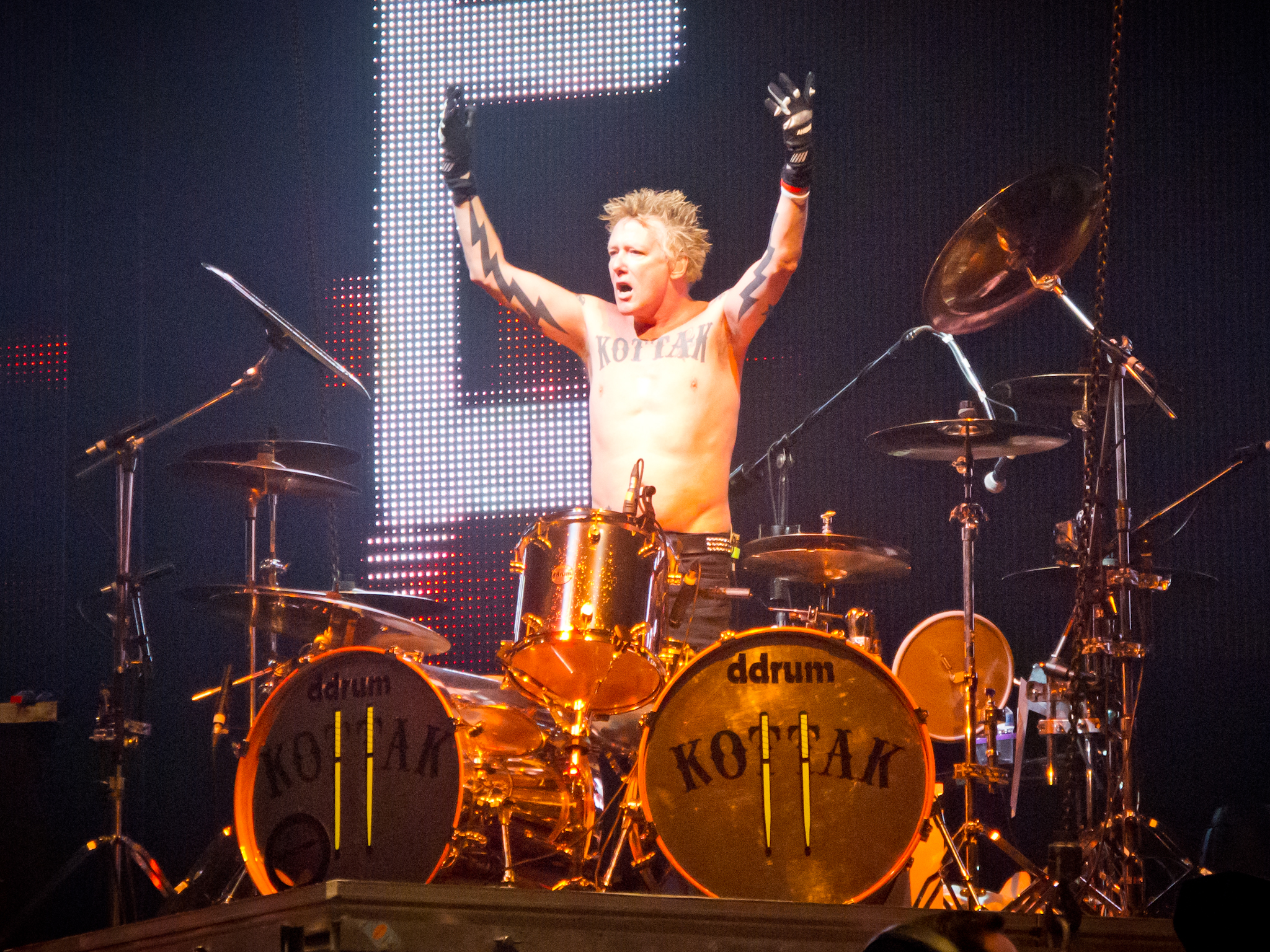
James Kottak mit den Scorpions in Madrid (2014)

James Kottak (* 26. Dezember 1962 in Louisville, Kentucky; † 9. Januar 2024 ebenda) war ein US-amerikanischer Musiker und von 1996 bis März 2016 Schlagzeuger der deutschen Rockband Scorpions.

## Musikerkarriere

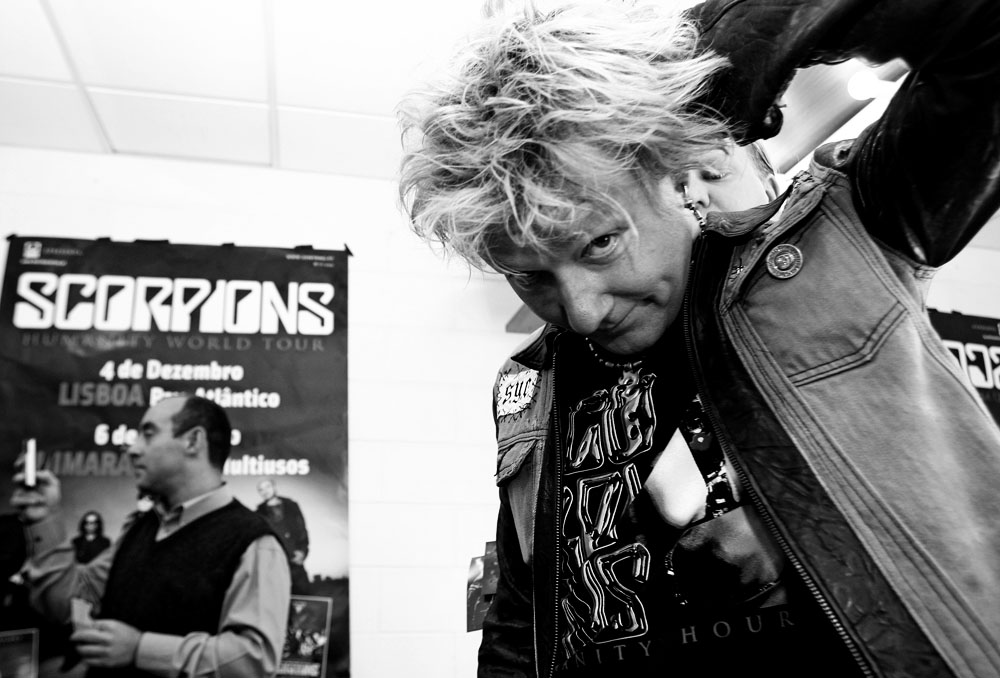
James Kottak (2007)

Kottak spielte unter anderem bei Kingdom Come, MSG, Warrant, Wild Horses und Axxis Schlagzeug sowie auf einigen Tribute-CDs für Bands wie zum Beispiel Led Zeppelin. 1996 stieg Kottak bei den Scorpions ein. Hin und wieder spielte er auf Konzerten mit Musikern aus deren Umfeld, wie Michael Schenker oder Uli Jon Roth. Im September 2016 wurde von den Scorpions offiziell der Ausstieg Kottaks aus der Band bekannt gegeben. Kottak war bereits seit Mai 2016 aufgrund seiner Alkoholabhängigkeit bei Auftritten durch Mikkey Dee ersetzt worden.

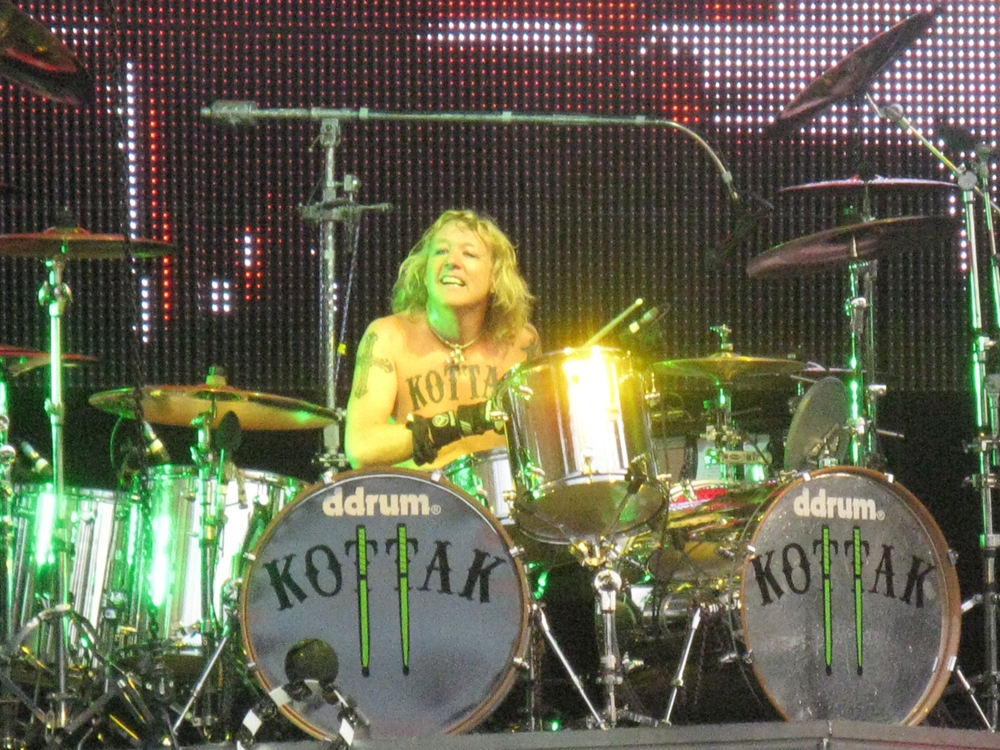
James Kottak auf der „Get your Sting & Blackout“-Tour in Schweinfurt (2011)

Kottak hatte auch eine eigene Band, die unter dem Namen Krunk 1999 ihr erstes Album veröffentlichte. In dieser Gruppe spielte auch seine damalige Frau Athena Kottak Schlagzeug (bis 2010), James Kottak selbst übernahm unter dem Pseudonym „Jimmy Ratchitt“ Gitarre sowie Gesang. Mit dem 2006 erschienenen zweiten Album Therupy benannte die Band sich schließlich in Kottak um. Im Mai 2010 erschien die Kottak-Scheibe Rock & Roll Forever. Beim Erscheinen der vierten Platte Attack war James Kottak das einzige verbliebene Originalmitglied der nach ihm benannten Band. Im Herbst 2011 tourte er im Vorprogramm der mit ihm befreundeten Power-Metal-Band Edguy durch Europa.

## Sonstiges
Kottak litt jahrelang an Alkoholismus. Anfang April 2014 wurde er auf dem Dubai International Airport verhaftet, nachdem er in betrunkenem Zustand Muslime beleidigt, seine Hose heruntergezogen und unanständige Gesten in der Öffentlichkeit gezeigt hatte. Daraufhin wurde er vom Dubai Misdemeanour Court in Dubai zu einem Monat Haft verurteilt. Nach und während dieser Vorfälle setzte er bei den Scorpions aus. Nach einem Entzug spielte er ab November 2014 wieder mit den Scorpions und ist auch auf dem Album Return to Forever zu hören. Da er seine Suchtprobleme nicht dauerhaft in den Griff bekam, trennten sich die Scorpions im Mai 2016 von ihm und engagierten Ex-Motörhead-Drummer Mikkey Dee als Nachfolger.
Kottak war bis 2010 mit Athena Lee, der Schwester von Tommy Lee, verheiratet und hat mit ihr einen Sohn (* 1997). James Kottak starb am 9. Januar 2024 im Alter von 61 Jahren in Louisville.

## Alben
McAuley Schenker Group
- 1992: M.S.G.

Krunk
- 1999: Greatist Hits

Kottak
- 2006: Therupy
- 2010: Rock & Roll Forever
- 2011: Attack

Scorpions
- 1999: Eye II Eye
- 2000: Moment of Glory
- 2001: Acoustica (live)
- 2004: Unbreakable
- 2007: Live at Wacken Open Air 2006: A Night to Remember – A Journey Through Time (DVD)
- 2007: Humanity – Hour I
- 2010: Sting in the Tail
- 2011: Comeblack
- 2011: Live 2011 – Get Your Sting & Blackout
- 2013: MTV Unplugged – in Athens
- 2015: Return to Forever